# Dorobanțu (okręg Tulcza)
Dorobanțu – wieś w Rumunii, w okręgu Tulcza, w gminie Dorobanțu. W 2011 roku liczyła 776 mieszkańców.